# Steppa alberata dei monti Zagros
La Steppa alberata dei monti Zagros è un'ecoregione dell'ecozona paleartica, definita dal WWF (codice ecoregione: PA0446), che si estende attraverso l'Iran occidentale.

## Territorio
L'ecoregione della Steppa alberata dei Monti Zagros è situata prevalentemente entro i confini dell'Iran, estendendosi da nord-ovest a sud-est grosso modo parallelamente al confine occidentale del paese. È situata lungo quello che viene definito come «arco montuoso Zagros-Makran», che ha inizio a nord nelle vicinanze del fiume Diyala, presso il confine tra Iraq e Turchia, passa attraverso alcune zone dell'Azerbaigian meridionale, del Kurdistan iraniano e del Farsistan, e giunge fino al Makran nell'Iran sud-orientale. Nella parte settentrionale e centrale della catena, il crinale montuoso è interrotto da profonde vallate e da altri bassopiani formati dall'azione di corsi d'acqua e faglie. Tra le vette principali vi sono il Kabir Kuh nel Luristan e il Kuh-e-Dinar (4276 m) nei monti della regione di Chahar Mahal e Bakhtiari. Più a sud-est il sistema montuoso prosegue nei distretti di Fars, Laristan e Makran. Qui il territorio, costituito prevalentemente da pianure e da un altopiano, è interrotto da montagne isolate come i monti di Shiraz e talvolta da vaste distese di sale e paludi salmastre. Un certo numero di fiumi, stagionali e permanenti, scorre attraverso l'area per gettarsi nel golfo di Oman o nell'Hamun-e Jaz Murian.
Le aree boschive e steppiche della catena dei monti Zagros presentano un clima temperato semiarido, con precipitazioni annue comprese tra i 400 e gli 800 mm, concentrate soprattutto in inverno e primavera. Gli inverni sono rigidi, e le temperature minime scendono spesso al di sotto dei -25 °C, mentre l'estate è caratterizzata da un'estrema aridità.

## Flora
I Monti Zagros costituiscono la zona di origine di alcune specie presenti attualmente su alcune catene montuose del Mediterraneo orientale, come Quercus libani e Q. infectoria. L'Iran nel suo complesso è stato il centro di origine di un gran numero di generi e specie vegetali, tra cui Astragalus, Euphorbia, Acanthophyllum, Salvia, Heliotropium e Centaurea.
La steppa-foresta del Kurdistan e dei Monti Zagros è costituita soprattutto da alberi di latifoglie decidue o da arbusti con una fitta copertura di piante erbacee tipiche della steppa. Le specie dominanti sono la quercia (Quercus spp.), il pistacchio (Pistacia spp.) e poche altre. Nelle regioni settentrionali della catena montuosa, le quote inferiori (400–500 m) ospitano comunità dominate da Astragalus spp., Salvia spp. o altre piante, mentre più in alto (700–800 m) crescono foreste, o ciò che ne rimane, di Quercus brantii e/o Q. infectoria fino ad un'altitudine di circa 1700 m. Al di sopra della linea degli alberi (1900–2000 m) fa la sua comparsa una zona relativamente vasta di vegetazione subalpina.
Più a sud lungo la catena, la foresta si fa più rada e tra gli alberi si sviluppa una flora steppica più ricca. Le poche chiazze di foresta sono formate qui soprattutto da Quercus brantii, mentre fino ad un'altitudine di 2400 m predominano foreste xerofile di Quercus spp., biancospino (Crataegus), mandorlo (Prunus amygdalus), bagolaro (Celtis) e pero (Pyrus spp.). Al di sotto dei 1400 m, la vegetazione è quella tipica della steppa, con prevalenza di arbusti.

## Fauna
La catena dei Monti Zagros forma una sorta di corridoio grazie al quale elementi faunistici boreali hanno potuto estendere a sud la loro distribuzione. In passato essa ospitava una ricca varietà di forme animali, tra cui orsi bruni (Ursus arctos), orsi dal collare (U. thibetanus), aquile (Aquila spp.), capre selvatiche (Capra aegagrus), urial (Ovis orientalis), lupi (Canis lupus), leopardi (Panthera pardus) e altri felini selvatici. Cinque taxa di lucertole sono endemici della catena degli Zagros e delle limitrofe montagne dell'Anatolia.
L'aquila anatraia minore (Clanga pomarina) e l'aquila reale (Aquila chrysaetos) nidificano nelle colline boscose e nelle regioni montuose dell'Iran settentrionale e occidentale. La capra selvatica, dalle imponenti corna ricurve, vive nelle zone montuose più elevate; la Lista rossa IUCN classifica questa specie come «vulnerabile», in quanto è minacciata dalla caccia e dalla distruzione dell'habitat provocata dal sovrapascolo e dalla raccolta del legname. Gli stessi fattori minacciano probabilmente il leopardo, che preferisce zone montuose, foreste e aree boschive dove può trovare urial, capre e altre prede; la sottospecie qui presente, Panthera pardus saxicolor, in pericolo di estinzione, predilige le foreste di conifere. L'urial, dotato anch'esso di corna impressionanti, abita su terreni montuosi, nelle foreste temperate e in tutta una varietà di altri ecosistemi. La volpe di Blanford (Vulpes cana), una delle volpi più rare del mondo, occupa le aree montuose delle regioni di Kerman e di Fars. Il daino persiano (Dama mesopotamica), gravemente minacciato di estinzione e un tempo molto comune in Iran, era ritenuto estinto fino agli anni '50, quando ne venne scoperta una piccola popolazione sulle colline pedemontane occidentali dei monti Zagros.
Altre specie la cui presenza è stata segnalata nel settore sud-occidentale di questa regione sono lo sciacallo dorato (Canis aureus), la volpe rossa (Vulpes vulpes), la faina (Martes foina), la mangusta grigia indiana (Herpestes edwardsii), la iena striata (Hyaena hyaena), il gatto della giungla (Felis chaus) e il cinghiale (Sus scrofa). Nelle aree di steppa semiarida, l'avifauna tipica comprende specie come la coturnice orientale (Alectoris chukar), la pernice golagrigia (Ammoperdix griseogularis), la gallina prataiola (Tetrax tetrax), l'ubara asiatica (Chlamydotis macqueenii), la ganga (Pterocles orientalis) e l'avvoltoio monaco (Aegypius monachus).

## Conservazione

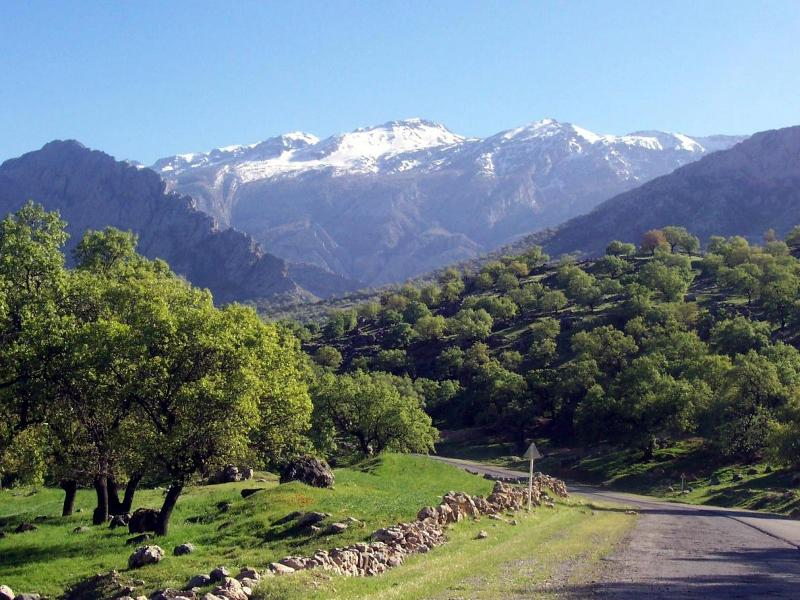
Panorama nei pressi di Shadegan, Iran

Nelle zone dei Monti Zagros dove viene praticata l'agricoltura irrigua e la pastorizia, la vegetazione spontanea si è ridotta a poche aree. Anche il sovrapascolo ha apportato notevoli cambiamenti alla composizione vegetale, provocando il ritirarsi dei boschi originari a vantaggio di arbusti spinosi grandi e piccoli. Un certo degrado è visibile perfino nelle zone degli Zagros più densamente forestate, dove specie più in grado di resistere all'attacco degli animali da pascolo hanno soppiantato le specie originarie, come Carpinus spp. e Quercus spp., in molte aree.
Dalla scoperta dell'ultima popolazione di daini persiani, programmi di rentroduzione e di riproduzione in cattività hanno avuto luogo nell'Iran nord-occidentale e in alcuni altri paesi. Tuttavia, l'ultima popolazione selvatica è attualmente sull'orlo dell'estinzione.
Nella regione dei monti Zagros si trova un certo numero di aree protette. L'area protetta e riserva della biosfera di Arjan ricopre circa 65.750 ettari del versante sud-occidentale della catena montuosa. Questa riserva spazia in altitudine dagli 825 ai 3219 m e ospita tutta una gamma di habitat e di specie di mammiferi. Nell'area sono state effettuate numerose ricerche scientifiche, nonché censimenti annuali della popolazione di uccelli.
L'area protetta di Mouteh è situata sul fianco orientale dei monti Zagros, circa 100 km a sud di Qom, nella parte settentrionale della regione di Esfahan. Con una superficie di 200.000 ettari e una variazione altitudinale compresa tra i 1572 e i 3264 m, si estende su una zona di montagne aride e di vegetazione steppica e costituisce un'importante area protetta per grandi mammiferi e avifauna.